# Олтуська сільська рада
51°43′33″ пн. ш. 23°54′41″ сх. д. / 51.72583° пн. ш. 23.91139° сх. д.
О́лтуська сільська́ ра́да (біл. О́лтускі сельсавет, О́лтушскі сельсавет) — адміністративно-територіальна одиниця у складі Малоритського району Берестейської області Білорусі. Адміністративний центр сільської ради — село Олтуш.

## Географія
Олтуська сільська рада розташована на крайньому південному заході Білорусі, на південному заході Берестейської області, на південь від обласного та південний захід від районного центрів. На заході вона межує із Берестейським районом, на півночі — із Гвозницькою сільською радою, на північному сході — із містом Малорита, на сході — із Хотиславською, на південному сході — із Оріхівською сільськими радами (всі Малоритський район), а на півдні — із Волинською областю (Україна).
Найбільша річка, яка протікає територією сільради — Малорита (30 км), ліва притока Рити. Найбільше озеро — Олтушське (2,19 км²). На кордоні із Оріхівською сільською радою розташоване озеро Оріхівське (4,6 км²). Територія сільради порізана густою сіткою меліоративних каналів (басейн Рити→Мухавця).

## Історія
- Сільська рада була утворена 12 жовтня 1940 року у складі Малоритського району Берестейської області.
- 25 грудня 1962 року Малоритський район був ліквідований, а Олтуська сільська рада була передана до складу Берестейського району.
- 6 січня 1965 року район був відновлений і сільська рада була повернута до його складу.
- При адміністративно-територіальній реорганізації деяких районів Берестейської області 17 вересня 2013 року була ліквідована Малоритська сільська рада, частина її території із селами Гороховище, Збураж та Карпін передано до складу Олтушської сільської ради.[6]

## Склад сільської ради
До складу Олтушської сільської ради входить 18 населених пунктів, із них всі 18 села.
| Населений пункт | Статус | Населення, осіб (2009) | Координати                                                            |
| --------------- | ------ | ---------------------- | --------------------------------------------------------------------- |
| Олтуш           | село   | 642                    | 51°41′15″ пн. ш. 23°58′1″ сх. д. / 51.68750° пн. ш. 23.96694° сх. д.  |
| Галевка         | село   | 77                     | 51°43′36″ пн. ш. 23°54′9″ сх. д. / 51.72667° пн. ш. 23.90250° сх. д.  |
| Гороховище      | село   | 15                     | 51°44′48″ пн. ш. 23°56′45″ сх. д. / 51.74667° пн. ш. 23.94583° сх. д. |
| Дворище         | село   | 413                    | 51°42′27″ пн. ш. 23°59′55″ сх. д. / 51.70750° пн. ш. 23.99861° сх. д. |
| Заозерне        | село   | 156                    | 51°40′35″ пн. ш. 23°55′15″ сх. д. / 51.67639° пн. ш. 23.92083° сх. д. |
| Збураж          | село   | 531                    | 51°46′7″ пн. ш. 23°58′24″ сх. д. / 51.76861° пн. ш. 23.97333° сх. д.  |
| Карпин          | село   | 22                     | 51°45′36″ пн. ш. 24°1′51″ сх. д. / 51.76000° пн. ш. 24.03083° сх. д.  |
| Ланське         | село   | 381                    | 51°41′38″ пн. ш. 23°56′32″ сх. д. / 51.69389° пн. ш. 23.94222° сх. д. |
| Лозиця          | село   | 53                     | 51°50′50″ пн. ш. 24°19′17″ сх. д. / 51.84722° пн. ш. 24.32139° сх. д. |
| Микольське      | село   | 111                    | 51°49′41″ пн. ш. 24°14′5″ сх. д. / 51.82806° пн. ш. 24.23472° сх. д.  |
| Новолісся       | село   | 109                    | 51°41′31″ пн. ш. 23°48′17″ сх. д. / 51.69194° пн. ш. 23.80472° сх. д. |
| Отяти           | село   | 22                     | 51°46′0″ пн. ш. 23°47′57″ сх. д. / 51.76667° пн. ш. 23.79917° сх. д.  |
| Пертище         | село   | 20                     | 51°44′36″ пн. ш. 23°48′36″ сх. д. / 51.74333° пн. ш. 23.81000° сх. д. |
| Радеж           | село   | 485                    | 51°42′25″ пн. ш. 23°49′35″ сх. д. / 51.70694° пн. ш. 23.82639° сх. д. |
| Хмелівка        | село   | 119                    | 51°45′12″ пн. ш. 23°50′8″ сх. д. / 51.75333° пн. ш. 23.83556° сх. д.  |
| Хмелище         | село   | 10                     | 51°38′58″ пн. ш. 23°49′28″ сх. д. / 51.64944° пн. ш. 23.82444° сх. д. |
| Яблучне         | село   | 28                     | 51°42′10″ пн. ш. 24°2′31″ сх. д. / 51.70278° пн. ш. 24.04194° сх. д.  |
| Ямиця           | село   | 22                     | 51°41′0″ пн. ш. 23°52′0″ сх. д. / 51.68333° пн. ш. 23.86667° сх. д.   |

## Населення
За переписом населення Білорусі 2009 року чисельність населення сільської ради становила 2648 осіб.

### Національність
Розподіл населення за рідною національністю за даними перепису 2009 року:
| Національність            | Осіб | Відсоток |
| ------------------------- | ---- | -------- |
| білоруси                  | 2413 | 91,13 %  |
| українці                  | 165  | 6,23 %   |
| росіяни                   | 46   | 1,74 %   |
| вірмени                   | 8    | 0,30 %   |
| поляки                    | 6    | 0,23 %   |
| національність не вказана | 6    | 0,23 %   |
| латиші                    | 2    | 0,08 %   |
| цигани                    | 1    | 0,04 %   |
| казахи                    | 1    | 0,04 %   |
| Разом                     | 2648 | 100 %    |